# Tawakkol Karman

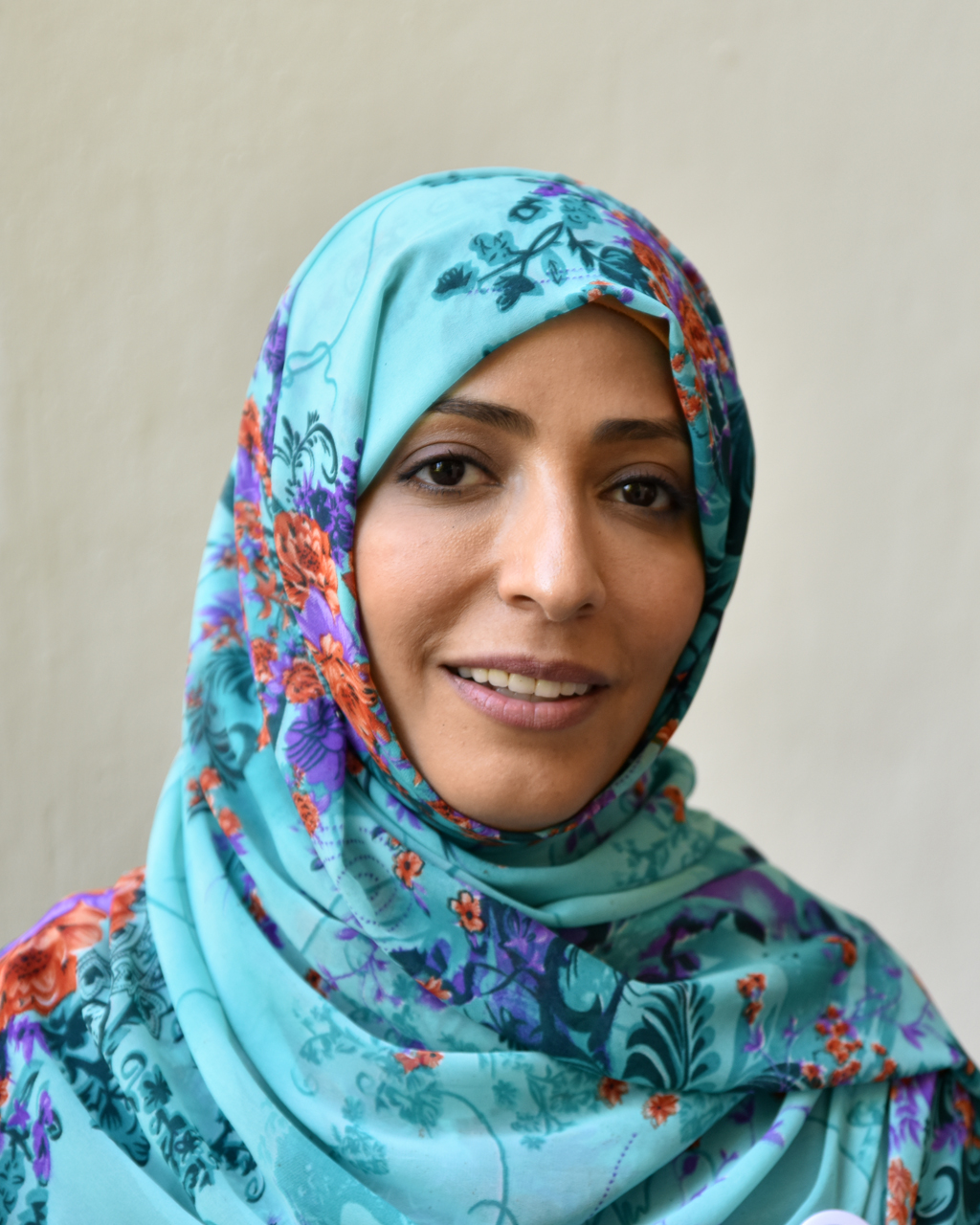
Tawakkol Karman (2019)

Tawakkol Karman (arabisch توكل كرمان, DMG Tawakkul Karmān; * 7. Februar 1979 in Taizz, Jemenitische Arabische Republik) ist eine jemenitische Journalistin, Politikerin, Menschenrechtsaktivistin und Mitglied der Oppositionspartei al-Islah, des jemenitischen Ablegers der Muslimbruderschaft. Sie gilt als eine der bekanntesten Persönlichkeiten der Protestbewegung im Jemen. 2011 erhielt sie den Friedensnobelpreis.

## Leben
Tawakkol Karman ist die Tochter des Politikers Abd as-Salam Karman. Ihr Vater war Justizminister unter Präsident Ali Abdullah Salih. Er legte sein Amt 1994 nieder, nachdem Salih mit militärischer Gewalt Proteste im Süden des Landes hatte niederschlagen lassen. Öffentlich kritisierte er die Regierung Salihs und diskutierte mit seiner Tochter zu Hause viel über Gerechtigkeit und Fehlentwicklungen im Jemen. Sowohl Abd as-Salam Karman als auch ihr Onkel sind prominente Persönlichkeiten der Oppositionspartei al-Islah. Karmans eigene Mitgliedschaft brachte ihr Kritik ein. Ihr Bruder Tariq ist Dichter.
Karman schloss an der Universität Sanaa ein Studium der Verwaltungswissenschaft (anderen Angaben zufolge Politikwissenschaft) ab. Dort lernte sie auch Englisch und las die Autobiografien Nelson Mandelas (Der lange Weg zur Freiheit) und Mahatma Gandhis. Als Reporterin ging sie gegen Kinderehen vor. Als Mitarbeiterin der Zeitung Al-Thawrah gründete sie 2005 gemeinsam mit anderen Frauen und unter Mithilfe ausländischer Regierungen und Hilfsorganisationen die Vereinigung Journalistinnen ohne Ketten (engl. Women Journalists Without Chains, WJWC), die sich hauptsächlich für Menschenrechte einsetzt. Fortan übernahm sie auch die Leitung von WJWC.
Seit 2006 opponierte sie mit Massen-SMS gegen Präsident Ali Abdullah Salih. Der von Karman initiierte Textnachrichtendienst mit politischen Nachrichten und Botschaften an mehrere tausend Menschen wurde 2007 vom jemenitischen Regime eingestellt. Seit jenem Jahr organisierte sie wöchentlich vor dem Amtssitz der Regierung kleinere Kundgebungen, bei denen sie das Ende von Korruption und Tyrannei, die Freilassung der politischen Gefangenen sowie Meinungs-, Versammlungs- und Pressefreiheit einforderte. Gleichzeitig verlangte sie Frauenquoten im öffentlichen Dienst, kritisierte den Informationsminister, der Journalistinnen ohne Ketten verbieten lassen wollte, und warb dafür, den traditionellen Gesichtsschleier abzulegen.
Im Zusammenhang mit dem „Arabischen Frühling“, der Anfang 2011 u. a. zum Sturz des tunesischen Machthabers Zine el-Abidine Ben Ali führte, kam es auch im Jemen zu Protesten. Tawakkol Karman organisierte in dieser Zeit Studentendemonstrationen in Sanaa gegen Salih und dessen Regierung. Karman wurde verhaftet, eingesperrt und wieder freigelassen. Ihre Verhaftung löste Massendemonstrationen aus. Am 29. Januar 2011 führte Karman weitere Proteste an und rief am 3. Februar einen „Tag des Zorns“ aus. Sie wurde am 17. März erneut unter Arrest gestellt.

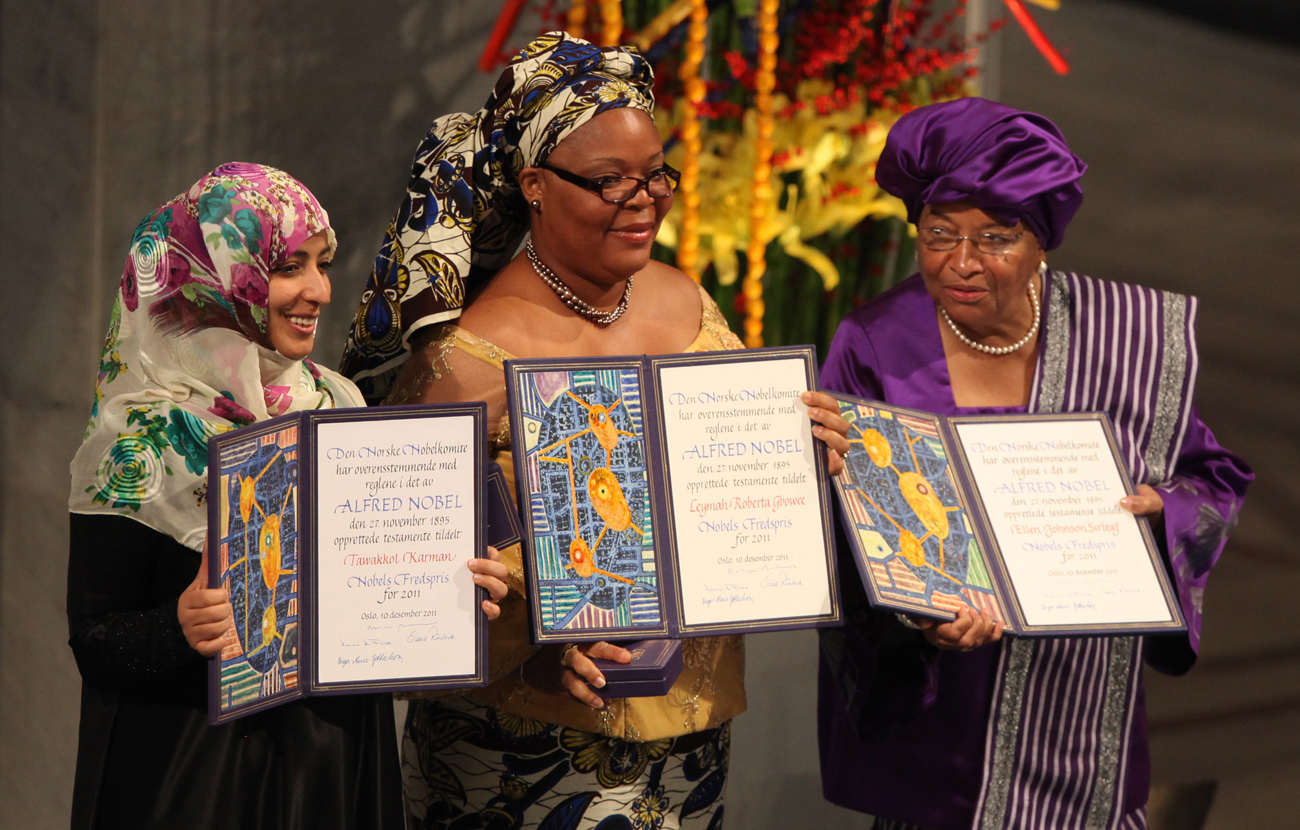
Karman mit Leymah Gbowee und Ellen Johnson Sirleaf bei der Verleihung des Friedensnobelpreises 2011

Anfang Oktober 2011 wurde Karman zusammen mit Ellen Johnson Sirleaf und Leymah Gbowee der Friedensnobelpreis 2011 zugesprochen. Ausgezeichnet wurde „ihr gewaltfreier Kampf für die Sicherheit von Frauen und für das Recht der Frauen, sich in vollem Umfang an Frieden schaffender Arbeit zu beteiligen“. Karman widmete den Preis den Aktivisten des Arabischen Frühlings. Karman ist die erste Frau aus dem arabischen Raum, die den Friedensnobelpreis erhielt. Mit einem Alter von 32 Jahren zum Zeitpunkt der Verleihung war sie zudem die bis dahin jüngste Empfängerin eines Friedensnobelpreises. In einem Spiegel-Interview anlässlich der Preisverleihung erklärte Karman im Oktober 2011 über ihre Vorstellung zur Zukunft des Jemen: „Wir wollen eine moderne Zivilgesellschaft, weltoffen und zukunftsorientiert.“ Zur Rolle des Islam sagte sie: „Uns schwebt ein System wie in der Türkei vor.“
Tawakkol Karman lebt in Sanaa. Sie ist verheiratet und Mutter dreier Kinder. Ihr Ehemann, der Mathematiklehrer Mahammed al-Nahmi, unterstützte Karman bei ihren Protesten. Zu ihren politischen Vorbildern zählt sie neben Mahatma Gandhi und Nelson Mandela Martin Luther King sowie Hillary Clinton.
2011 unterstützte sie die Initiative Ein Logo für Menschenrechte.